# قراشاي
قرة جاي (قراتشاي / قرة چاي): القراشاي (Karachays ،къарачайлыла, qaraçaylıla) شعب تركي من القوقاز، يتركز معظمهم في جمهورية قراتشاي - تشيركيسيا. يشيرون إلى أنفسهم باسم «الآن» ألان (аланла, alanla).

## منشأ القراشاي ـ بلقار
يعتبر القراشاي ـ ملقار أهم قسم من العناصر التركية بين شعوب القفقاس. وهم يقطنون منذ مئات السنين عند منبع نهر «كوبان» والأودية العميقة الواقعة في الأراضي الجبلية المرتفعة شرقي وغربي قمة جبال القفقاس «البروز». تُظهر البحوث التاريخية والمختصة بعلوم الإنسان والأثرية والاجتماعية ـ اللغوية أن القراشاي ـ ملقار هم أحفاد الأقوام التركية القديمة المتعددة التي حكمت هذه المنطقة لفترة طويلة. وكانت النتيجة الطبيعية لعيشهم المشترك على مر مئات السنين أن انضمت بعض العناصر العرقية من القبائل القفقاسية المجاورة لشعب القراشاي ـ ملقار. هذا وإن القراشاي ملقار ليسا شعبين منفصلين ينطق كل منهما لغة مختلفة أو ذوا ثقافة أو تاريخ منفصل، بل هم على العكس من ذلك قبيلة تركية ينطقون اللغة نفسها ويتقاسمون ثقافة وتاريخا مشتركا. أما اسما القراشاي والملقار فهما اسما المنطقتين الجغرافيتين اللتان سكنتهما تلك القبيلة. لهذا السبب لا يمكن القول أن هذين الاسمين القراشاي والملقار -أو البلقار- يحملان معنا عرقيا. وبالأحرى فإن القراشاي والملقار -البلقار- هما مجرد اسمان أو شكل من أشكال التعريف
يلقب القراشاي ـ ملقار أنفسهم باسم تاولو أدم -الخطوة الجبلية- ولغتهم بتاو تيل -لغة الجبل- أو تاوتشا -جبلي-. وتوجد عدة وجهات نظر فيما يخص منشأ اسمي القراشاي والملقار. وحسب روايات عدة فإن اسم القراشاي الحالي يعود إلى أحد الأسياد الذي كان يدعى قارتشا ومع مرور الزمن تحرف الاسم ليصبح قراشاي. هاجر السكان الأوائل من الذين كانوا يقطنون الأقسام العليا لوادي «باسخان» -باكسان- شرقي جبل «البروز» إلى الأودية العليا الواقعة في منطقة منابع نهر كوبان على القسم الغربي لجبل «البروز». كما أنهم قاموا بإنشاء عدة قرى هناك مثل «خورزوق» و«أوتشكولان» و«كارت جورت» وأطلقوا على هذه المنطقة اسم قراشاي الكبرى. مع مرور الوقت أصبح الجبليون القاطنون في أودية أنهار «تيبردي»، «جوغيتي»، «إنتشيك» -زيلنتشوق-، «مارا» يطلق عليهم اسم قراشاي كاسم قبيلة. أما فيما يخص الجبليين الذين بقوا شرقي جبل «البروز» فقد استوطنوا أودية «باسخان»، «تشيغيم»، «تشيرك». وأطلق الجبليون على الوادي الواقع عند نهر «التشيرك» اسم وادي الملقار حيث أطلق نفس الاسم على ساكني تلك المنطقة. كما أن قاطني أدوية «باسخان» و«تشيغيم» وغيرها قد حملوا هم أيضا أسماء الأودية التي يقطنونها إذ أصبح يطلق عليهم أسماء مثل الباسخيين والتشيغيمنيين والخولاميين. وقد أطلق القبردي الشراكسة على شعب القراشاي البلقار اسم «قوشحة» الذي يعني باللغة الشركسية -جبلي-. دوَّن الرحَّآلة الأوربي «ج. كلابروث»، الذي قام بجولة في القفقاس في بدايات القرن التاسع عشر، أن الشراكسة القبردي كانوا يطلقون على القراشاي اسم «قراشاي ـ قوشحة» وعلى الملقار اسم «بلقار ـ قوشحة»، وعلى التشيغيميين اسم «التشيغمن ـ قوشحة». وحتى الثورة عام 1917 كان اسم ملقار أو بلقار يُطلق على الجبليين سكان وادي «تشيرك» فقط. أما سكان الأودية الأخرى فكان يُطلق عليهم أسماء أخرى مثل الباسخانيين والتشيغيمينيين والخولاميين. هذا وتطلق عليهم جميعا الشعوب الأجنبية اليوم اسم البلقار أما هم فيستعملون فيما بينهم كلمة ملقار
و حتى القرن الخامس عشر لم يرد في التاريخ ذكر أي اسم عرقي لشعب القراشاي ـ ملقار في القفقاس. في عام 1404 أطلق الكاردينال «جوهانز دي غالونيفونتيبوس» الذي كان في ذلك الحين في القفقاس اسم «الشراكسة السود» على شعب القراشاي. واستخدم المبشرون والباحثون الأوربيون الذين كانوا يزورون القفقاس في العصور التالية الاسم نفسه. ولقد دوَّن المبشر الإيطالي «أ. لامبرتين»، الذي كان في القفقاس بين الأعوام 1635 ـ 1653، اسمي القراشاي -كاراكيولي- والقراتشيركس معا في دفتر ملاحظاته وبهذا تأكد أن شعب القراشاي هو نفس الشعب الذي أطلق عليه الباحثون في العصور السابقة اسم قراتشيركس. إن اسم القراشاي الذي ورد ذكره في المصادر الأوربية لأول مرة في بدايات القرن السابع عشر قد سبق وأن ورد في المصادر العثمانية، للمرة الأولى أيضا، في القرن السادس عشر. في الحكم رقم 222 الوارد في فرمان صادر بتارخ 6 كانون الأول 1582 والموجود في المجلد الرابع والأربعون لدفاتر المهمات في أرشيف قصر «توب كابي» ورد ذكر الهدايا التي أُرسلت إلى «ميرزابيك ابن كازية» زعيم القراشاي لقاء الخدمات التي قام بها والمتمثلة بتوصيل الخزينة العثمانية إلى شيرفان عبر طريق «آزاق» و«دمير كابي»
كما ورد اسم البلقار -الملقار- للمرة الأولى في التاريخ أيضا في دفتر المهمات في الوثيقة ذات الحكم رقم 456 الصادرة بتاريخ 10 أيار 1578، المجلد 32. أما في المصادر الروسية فقد كان أول من ذكر اسم الملقار هو «ي. أ. داشكوف» عام 1629. وفي وثيقة قدمها «ليفان» الملك الثاني لإمارة جورجيا إلى القيصر الروسي عام 1636 والمتعلقة بالحدود ورد فيها ذكر وجود شراكسة جبليين يقطنون الحدود الشمالية. كان هؤلاء الشراكسة هم القراشاي ـ ملقار
أما في المصادر الروسية فقد ورد اسم القراشاي للمرة الأولى عام 1650. وقد ورد هذا الاسم بشكل قراتشاي في نوتة كان قد كتبها «فيدوت» السفير الروسي عام 1649 لدى ذهابه إلى منطقة مينغرل في جورجيا. تظهر البحوث التاريخية أن تلقيب شعب القراشاي ـ بلقار بأسماء مثل القراشاي والملقار والتشيغيمنليين لم يرد في التاريخ إلا ما بعد القرن الخامس عشر. كما أن الوثائق المتعلقة بالعناصر العرقية المشكِّلة لشعب القراشاي ـ ملقار حتى هذا التاريخ ليست واضحة بما فيه الكفاية. رغم هذا فإن ما يقدمه لنا علم اللغة الذي يلقي الضوء على البحوث التاريخية إلى جانب نتائج بحوث علمي الآثار وعلم دراسة الأعراق البشرية قد كانوا فعّالين للغاية في الإجابة على الكثير من الأسئلة المتعلقة بمنشأ شعب القبردي ـ ملقار
فيما يخص وجهات النظر المتعلقة بمنشأ شعب القراشاي ـ ملقار فإن عدة علماء يجمعون على كونهم أحفاد الأقوام التركية المتعددة التي فرضت سيطرتها على الشعوب القفقاسية لعصور خلت. أما علماء آخرون فيقولون أن القراشاي ـ ملقار هم من الشعوب المحلية للقفقاس وبأن لغتهم قد تأثرت مع الزمن باللغة التركية. تظهر نتائج البحوث الأثرية وبحوث علم اللغة بأن العنصر الغالب في التكوين العرقي لشعب القراشاي ـ ملقار يتألف من الأقوام التركية السابقة التي حكمت القفقاس لمئات السنين، إلى جانب بعض المجموعات العرقية من الشعوب القفقاسية المحلية التي اختلطت بهم
تحتل أقواما مثل «خون ـ كارا» و«البلغار» و«الآلان» و«الخزريين» و«الكبتشاك» مكان الصدارة من بين الأقوام القديمة المكِّونة للبنية العرقية لشعب القراشاي ـ ملقار. كما يمكن القول بأن «الآفار» و«البيتشينيك» قد كان لهم بعض الأثر أيضا.

## أمثال شعبية
عدد من الأمثال الشعبية الموجودة عند الأتراك القرة شاي (القرشاي) وكتبت الترجمة إلى التركية في تركيا بين قوسين وتحتهما الترجمة إلى العربية
Adamnı kılıgı işde belgili boladı.
```
(Adamın kişiliği işte belli olur) 
```

تتضح شخصية الرجل في عمله
Agaç çirise o'zeginden çiriydi.
```
(Ağaç çürüse o'zünden çürür) 
```

إذا ماتت الشجرة فإنها تموت من صميمها
Akıllı sagış etginçi teli işin bitdirir.
```
(Akıllı düşününceye kadar deli işini bitirir) 
```

إلى أن يفكر الحكيم بالحل يكون المجنون قد أنهى عمله
Alma tereginden keng ketmez.
```
(Elma ağacından uzağa gitmez)
```

التفاحة لا تبتعد عن شجرتها
Anasına karab kızın al.
```
(Anasına bakıp kızını al)
```

انظر إلى الأم. ثم خذ الفتاة
At iyesin tanır.
```
(At sahibini tanır)
```

الفرس يعرف صاحبه
At urmaz deme, it kabmaz deme.
```
(At vurmaz deme, it kapmaz deme)
```

لا تقل أن الحصان لا يضرب والكلب لا يعض
Ayıbsız teng izlegen tengsiz kalır.
```
(Ayıpsız arkadaş arayan arkadaşsız kalır)
```

الذي يبحث عن صديق بلا عيوب سيبقى بلا أصدقاء
Aznı almagan ko'bden kuru kalır.
```
(Azı almayan çoktan mahrum kalır)
```

من لا يقنع بالقليل لن يحصل على الكثير
Bal-bal degen bla avuzga tatuv kelmez.
```
(Bal-bal demekle ağza tat gelmez)
```

أن يقول الإنسان - عسل - لن يحضر الحلاوة إلى فمه
Bal tuthan barmagın calar.
```
(Bal tutan parmağını yalar)
```

من يحصل على العسل لا بد له أن يلحس اصبعه
Buday cetse orak bagalı bolur.
```
(Buğday yetişince orak kıymetli olur)
```

عندما تنبت سنابل القمح يصبح المنجل ثميناً